# César Alierta Izuel
César Alierta Izuel   (Saragossa, 5 de maig de 1945 - Saragossa, 10 de gener de 2024) fou un advocat espanyol, president executiu de Telefònica S.A., des del 26 de juliol del 2000 fins a l'abril del 2016, i president del Consell Empresarial per a la Competitivitat.

## Biografia
César Alierta era fill de Juana Izuel Labad i Cesáreo Alierta Perela, que va ser alcalde de Saragossa en els anys seixanta i president del Reial Saragossa i germà de Mariano Alierta, exsenador del Partit Popular i diputat del congrés per la UCD.
Es va llicenciar en Dret per la Universitat de Saragossa el 1967 i, tres anys després va obtenir un màster en Administració de Negocis per la Universitat de Colúmbia de Nova York, Estats Units.

### Analista financer a Banco Urquijo
Va entrar a treballar al Banco Urquijo com a analista financer i des de llavors va ocupar diferents càrrecs, com a conseller de Gesfondo, d'Urquijo Gestió de Patrimonis i d'Urquijo Serveis Financers. El 1980 va accedir al càrrec de director de la divisió de l'àrea de mercat de capitals d'aquest banc.

### Creació de Beta Capital
A mitjan 1985 va fundar la societat de borsa Beta Capital, de la qual és el major accionista i en la qual ha ocupat des de creació els llocs de president i conseller delegat. El Grupo Torras (KIO), va arribar a controlar el 50 per cent del capital, si bé el 1991 Torras es va desprendre del 10 per cent de l'accionariat en favor dels accionistes fundadors.
Al desembre de 1991 va ser nomenat president fins a juny de 1996 l'Associació Espanyola del Mercat de Valors (AEMV), que constitueix la "patronal de la borsa". Va iniciar els contactes per a la venda del 30 per cent del capital de Beta Capital al banc holandès Mees Pierson.

### President de Tabacalera
Després de la seva sortida de l'AEMV i la venda de les accions de Beta Capital, el 10 de juny de 1996, va ser nomenat, pel govern conservador de José María Aznar, com a president de la llavors empresa pública, Tabacalera. Alierta va procedir a privatitzar l'entitat i la va fusionar amb l'empresa competidora francesa Seita per formar Altadis.

### Cas Tabacalera
El 1997 Alierta, juntament amb la seva dona Ana Cristina Placer i el seu nebot Luis Javier Placer, va guanyar amb la compra d'accions de Tabacalera i la pseudovenda d'una empresa 1,86 milions d'euros. Com a conseqüència es va sospitar d'ús d'informació confidencial, ja que havien comprat les accions poc abans que Tabacalera (des de 1999 Altadis) comprés la companyia de tabacs nord-americana Havatampa, la qual cosa va elevar el valor de les accions.
Al centre de la recerca estava l'empresa d'inversions Creacions Baluarte, fundada per Alierta i la seva dona. Després d'un mes, l'empresa va ser venuda a Luis Javier Placer, que en l'època era un petit analista en Salomon Bros., a Londres, i que per tant financerament amb prou feines estava en la posició de comprar Creaciones Baluarte. El mateix Alierta va negar les acusacions. Una primera investigació de l'assumpte es va interrompre el 1998 sense resultats. Noves perquisicions van finalitzar en 2005 amb l'arxivament del cas per part de l'Audiència Provincial de Madrid. El juny de 2007, el Tribunal Suprem va anul·lar la decisió de l'Audiència Provincial, ratificant la presència d'indicis delictius. Per això, César Alierta va anar novament jutjat el 14 d'abril de 2009 per l'Audiència Provincial de Madrid.
Finalment, l'Audiència Provincial de Madrid, segons la sentència dictada el 17 de juliol de 2009, va considerar provat que el delicte d'ús d'informació privilegiada va ser comès i que entre Alierta i el seu nebot Plácer "va existir" un "concert comú" per treure un "profit econòmic" mitjançant "l'apilament d'un considerable nombre d'accions de Tabacalera". No obstant això, va absoldre a tots dos, de l'acusació d'utilització d'informació privilegiada pel ‘cas Tabacalera’ en acceptar la prescripció del delicte. El judici oral es va celebrar els dies 14, 16, 21 i 22 d'abril de 2009, en la Secció Setena de l'Audiència Provincial de Madrid, presidida per la magistrada Manuela Carmena.

### President de Telefónica
En 2000, a iniciativa del govern espanyol va ser nomenat president de Telefónica, substituint a Juan Vilallonga. Telefónica és una de les majors companyies de telecomunicacions del món. Segons José Mario Alvárez de Novales, docent de l'Institut d'empresa de Madrid, Alierta no coneixia el negoci de les telecomunicacions quan va prendre el comandament de l'empresa. No obstant això, va aconseguir retornar l'empresa a bon curs. Telefónica tenia relativament poc deute, era extremadament rendible i es va aprofitar sobretot de l'estirada de la telefonia mòbil a Amèrica Llatina, que ja era important en l'època de Vilallonga.

## Remuneració com a president de Telefónica

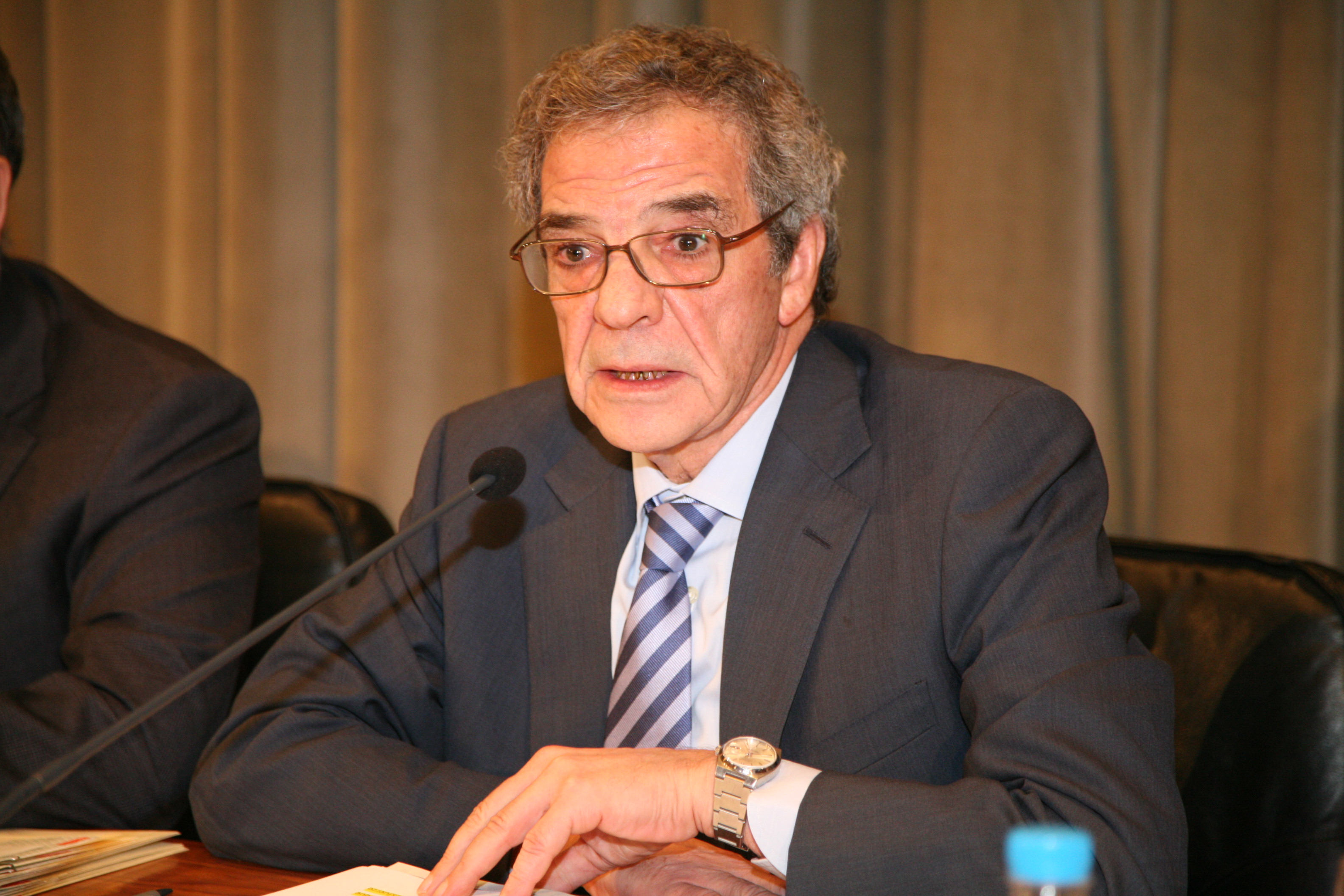
César Alierta el 2011

César Alierta es trobava entre els directius espanyols millor remunerats, sent considerat el 2011, el tercer executiu millor pagat de la Borsa espanyola, per darrere del president d'Inditex, Pablo Isla, i del conseller delegat del Banc Santander, Alfredo Sáenz. El president de Telefónica va rebre el 2011, una remuneració total a 10,27 milions d'euros. Va cobrar 6,91 milions d'euros en metàl·lic, a més va rebre 145 544 accions pel programa plurianual d'incentius, valorades al moment de ser rebudes en 2,287 milions i al costat d'aquestes quantitats va rebre 1,02 milions d'euros en contribucions a plans de pensions i aproximadament 60.000 euros en retribucions en espècie.

## Premis i reconeixements
- Al setembre de l'any 2005, va rebre a Nova York el premi “Empresari Espanyol Global” (The Global Spanish Enterpreneur), atorgat per la Cambra de comerç d'Espanya-Estats Units, en reconeixement de la gestió desenvolupada en la Companyia que ha permès l'entrada del Grup Telefónica en l'índex borsari Dow Jones Global Titans 50 de Nova York. Telefónica és la primera empresa espanyola i una de les poques europees que forma part d'aquest important índex que acull a les 50 majors empreses del món.
- A l'abril de 2008, va ser nomenat president del Consell Social de la Universitat Nacional d'Educació a Distància (UNED).[12]
- El 2009 César Alierta fou guardonat amb el Premi Tiepolo.[13][14] Aquest guardó és atorgat per les Cambres de comerç de Madrid i Itàlia i suposa el reconocimento de Telefónica com una de les empreses espanyoles més potents a nivell mundial.

- L'associació Empresarial Aragó Exterior (Aragonex) reconeix a César Alierta com un dels empresaris aragonesos de major projecció internacional en l'edició 2009 dels seus premis.
- A l'abril de 2010, César Alierta va obtenir la tercera posició en la classificació de líders de Merco -Monitor Empresarial de Reputació Corporativa.
- El 10 juny de 2010, César Alierta, va ser premiat per la seva contribució al creixement i desenvolupament de Llatinoamèrica, amb la medalla d'or de la "Americas Society". a Nova York.[15] És el primer espanyol i la primera persona de fora del continent americà a rebre el guardó lliurat en reconeixement de les personalitats que treballen pel progrés del continent[16]